# Le Rituel (film)
Pour plus de détails, voir Fiche technique et Distribution.
Le Rituel (The Ritual) est un film d'horreur britannique réalisé par David Bruckner, sorti en 2017.

## Synopsis
Cinq amis de longue date discutent de la destination de leurs prochaines vacances. Luke et Robert vont ensuite dans une épicerie de nuit acheter de l'alcool pendant que Phil, Dom et Hutch les attendent dans la rue. Mais un braquage est en cours dans le commerce et Robert est tué pendant que Luke demeure caché dans le magasin.
Six mois plus tard, Luke, Phil, Dom et Hutch sont en Suède pour effectuer la randonnée sur le Kungsleden qu'avait proposée Robert. Lorsque Dom se blesse au genou, Hutch décide de prendre un raccourci par la forêt qui devrait permettre au groupe d'arriver plus vite au refuge. Dans les bois, les quatre hommes voient un élan éviscéré et accroché dans un arbre ainsi que des runes gravées. Le soir venu, ils trouvent un abri dans une cabane et découvrent une étrange sculpture en bois dans le grenier. Pendant la nuit, tous les quatre font de terribles cauchemars.
Le lendemain matin, Luke se réveille avec des piqûres sur la poitrine et le groupe trouve Phil dans le grenier, nu et agenouillé en prière devant l'effigie. Le groupe quitte la cabane pour continuer son voyage plus profondément dans les bois mais leur progression est difficile. Parti en éclaireur, Luke voit une créature inconnue derrière un tronc d'arbre. Dom émet des doutes sur ce que Luke a vu et une dispute s'ensuit entre eux deux. Pendant la nuit, Luke, Phil et Dom sont réveillés par des cris et découvrent que la tente de Hutch est vide. Ils partent à sa recherche avant de se rendre compte qu'ils se sont perdus. Ils décident de poursuivre sans leurs tentes et leurs provisions et finissent par trouver Hutch empalé sur des branches d'arbres.
Luke escalade une colline qui donne une vue d'ensemble et se rend compte qu'ils sont relativement proches de la lisière de la forêt. Lorsqu'il rejoint les autres, Phil est emporté par une créature invisible. Luke et Dom prennent la fuite et passent devant le corps de Phil empalé sur les branches d'un arbre près d'un chemin qui mène à un petit village. Ils se réfugient dans une cabane et sont assommés. Ils se réveillent ligotés dans un sous-sol. Une femme âgée inspecte les piqûres sur la poitrine de Luke et révèle un motif similaire sur la sienne. Dom est désigné pour servir de sacrifice humain à la créature. Il est emmené à l'extérieur et attaché à un poteau. À la nuit tombée, la créature émerge des arbres devant ses adorateurs. Elle ressemble à l'effigie en bois découverte dans la cabane abandonnée, un corps sans tête et des bois à la place des mains. La créature empale Dom sur les branches d'un arbre.
Luke questionne l'une de ses ravisseuses, qui lui explique qu'il s'agit d'un Jötunn, créature issue de la mythologie nordique, et qu'ils lui offrent des sacrifices en échange de l'immortalité. Luke doit participer à un rituel où il se soumettra à la créature et rejoindra le culte ou sera tué. Après son départ, Luke se libère de ses liens et quitte le sous-sol. Il trouve une assemblée d'humains momifiés, mais toujours vivants, stade final de l'immortalité accordée par la créature. Il leur met le feu, attirant ainsi le Jötunn. Dans sa rage, la créature tue ses adorateurs. Luke en profite pour s'échapper de la cabane en feu, armé d'un fusil et d'une hache. Il tire sur la créature, qui le poursuit tout en lui causant des hallucinations de son cauchemar récurrent. La créature finit par l'attraper et le met à genoux, lui offrant l'occasion de se soumettre. Luke frappe la créature avec sa hache et, toujours poursuivi, émerge de la forêt. La créature semble incapable de suivre au-delà de la limite des arbres. Le monstre rugit, et Luke répond par un cri de triomphe avant de s'éloigner.

## Fiche technique
- Réalisation : David Bruckner
- Scénario : Joe Barton, d'après le roman Le Rituel d'Adam Nevill
- Photographie : Andrew Shulkind
- Montage : Mark Towns
- Musique : Ben Lovett
- Production : 	Jonathan Cavendish, Richard Holmes et Andy Serkis
- Sociétés de production : Entertainment One et Imaginarium Productions
- Pays d'origine :  Royaume-Uni
- Langue : anglais
- Genre : Horreur, folk horror[1]
- Durée : 94 minutes
- Dates de sortie : 
  - Royaume-Uni : 13 octobre 2017

## Distribution
- Rafe Spall (VF : Damien Boisseau) : Luke
- Arsher Ali (VF : Adrien Solis) : Phil
- Rob James-Collier (VF : Stéphane Pouplard) : Hutch
- Sam Troughton (VF : Sébastien Desjours) : Dom
- Paul Reid (VF : Jérémy Prévost) : Robert
- Maria Erwolter (VF : Bénédicte Charton) : Sara
- Kerri McLean : Gayle
- Matthew Needham : Junkie

## Accueil

### Sortie et box-office
Le film a été projeté publiquement pour la première fois le 8 septembre 2017 au Festival international du film de Toronto, où ses droits de distribution internationaux ont été acquis par Netflix pour 4 750 000 $. Il est sorti au Royaume-Uni le mois suivant dans 375 salles et a rapporté un peu plus d'un million de dollars.

### Critique
Il recueille 72 % de critiques favorables, sur la base de 71 critiques et avec une note moyenne de 6/10, sur le site Rotten Tomatoes. Sur Metacritic, il obtient un score de 57/100 sur la base de 17 critiques collectées.

## Distinctions
Rafe Spall a remporté le prix du meilleur acteur au Festival international du film de Catalogne 2017 et le film a remporté le prix des meilleurs effets spéciaux aux British Independent Film Awards.